# NGC 7059
NGC 7059 (również PGC 66784) – galaktyka spiralna z poprzeczką (SBc), znajdująca się w gwiazdozbiorze Pawia. Odkrył ją John Herschel 22 lipca 1835 roku.